# Amaryllis (album)
Amaryllis è il quarto album in studio della rock band statunitense Shinedown, pubblicato il 20 marzo 2012. Dall'album sono stati estratti tre singoli: Bully, Unity e Enemies.

## Tracce
1. Adrenaline – 3:26
2. Bully – 4:02
3. Amaryllis – 4:04
4. Unity – 4:12
5. Enemies – 3:08
6. I'm Not Alright – 3:07
7. Nowhere Kids – 3:11
8. Miracle – 3:38
9. I'll Follow You – 3:58
10. For My Sake – 3:47
11. My Name (Wearing Me Out) – 3:36
12. Through the Ghost – 4:01

Japanese bonus tracks
1. Diamond Eyes (Boom-Lay Boom-Lay Boom) – 5:36
2. Devour (Live from Washington State) – 3:56
3. Diamond Eyes (Boom-Lay Boom-Lay Boom) (Live from Washington State) – 5:41

## Formazione
- Brent Smith - voce
- Zach Myers - chitarra solista, cori
- Barry Kerch - batteria, percussioni
- Eric Bass - basso, pianoforte, cori